# Acronicta albarufa
Acronicta albarufa és una espècie de lepidòpter ditrisi de la família dels noctúids (Noctuidae). Es troba al sud d'Ontario i Manitoba, Nova York, Nova Jersey, Massachusetts, Carolina del Nord, Virgínia, Geòrgia, Oklahoma, Missouri, Arkansas, i Colorado. Pot estar present a Ohio, Pennsilvània, Connecticut, la part continental de Nova York i Nou Mèxic. S'ha suggerit que les poblacions del sud-oest dels Estats Units poden ser espècies distintes.
Les larves s'alimenten de Quercus macrocarpa, Quercus prinus i Quercus prinoides.